# Esquirol pigmeu sud-americà
L'esquirol pigmeu sud-americà (Sciurillus pusillus) és una espècie de rosegador esciüromorf de la família dels esciúrids. És un esquirol molt petit que habita a Sud-amèrica. És l'única espècie del gènere Sciurillus i de la subfamília Sciurillinae. Es troba en les selves baixes del Perú, el Brasil, la Guaiana Francesa, la Guaiana i Surinam.

## Subespècies
Es coneixen tres subespècies de Sciurillus pusillus:
- S. p. glaucinus
- S. p. kuhlii
- S. p. pusillus